# Apama
Apama I var gemål till Seleukos I Nikator, grundare av det seleukidiska riket, och mor till Antiochos I Soter.
Apama var dotter till Spitamenes, en adelsman från Baktrien som motsatte sig Alexander den stores erövringar. Efter att Spitamenes förråtts och dödats år 328 f.Kr. hamnade hon hos Alexander, som fyra år senare gifte bort henne med Seleukos I i Susa. Paret fick barn år 323 f.Kr.: sönerna Antiochos och Achaios. Seleukos gifte om sig år 300 f.Kr. med den makedoniska Stratonike, men Apama hedrades i Miletos året efter. Åtminstone fyra städer är uppkallade efter henne: Apameia vid Orontes i Syrien, Apameia vid Eufrat mittemot Zeugma, Apameia i norra Mesene och Apameia Rhagiane.
Senare seleukider påstod att Apama var Alexanders och Roxanas dotter, vilket därmed skulle göra seleukidiska dynastin till Asiens rättmätiga härskare såsom arvtagare till både Alexander den store och de persiska akemeniderna.